# Westhoeks
Unter Westhoeks oder Noordwesthoeks wird der niederländische Dialekt der Dörfer Fijnaart, Dinteloord, Klundert und Willemstad im Nordwesten der niederländischen Provinz Nordbrabant verstanden. Es wird wegen seiner Lage außerhalb des Raumes Holland dem Brabantischen zugerechnet, hat aber starke holländische Einflüsse. Wesentlich handelt es sich hierbei um einen in der Wissenschaft uneinheitlich klassifizierten Übergangsdialekt.

## Entstehungsgeschichte
Der westhoeksche Sprachraum verschwand 1421 in einer Sturmflut. Während des 16. Jahrhunderts wurde das Gebiet wieder neu trockengelegt („eingepoldert“). Obwohl die meisten Arbeiter und Siedler dieses Poldergebiets vom brabantischen Altland kamen, waren die Gutsbesitzer holländischer und seeländischer Herkunft. Die Bevölkerung passte ihre Sprache an jene der Oberschicht an. So entstand durch eine Art Kreolisierungsvorgang eine Kombination von Elementen des holländischen und brabantischen Dialektes.
Da die Westhoek sich in Religion und Brauchtum stark unterschied von dem Rest Brabants, geriet ihre Bevölkerung in eine gewisse Isolierung. Dadurch konnte ihre Sprache bis in die heutige Zeit bewahrt bleiben.

## Merkmale

### Lautlehre
Die westhoeksche Lautlehre ist überwiegend brabantisch, besonders verwandt ist sie mit den umliegenden nordwestbrabantischen Dialekten.
Das hochniederländische aa [a:] tritt meistens als ao [ɑ:] auf, raom 'Fenster' gegenüber Hochsprache raam. Wo dieser Laut in der Hochsprache einem etymologischen e entspricht, hat das Westhoeksche aber ein ae [ɛ:]: paerd 'Pferd' (Hochsprache paard). Der Laut ao ist für das Holländische eher untypisch, im Brabantischen aber sehr verbreitet.
Wie das Brabantische, das Seeländische und die konservativen holländischen Dialekte unterscheidet das Westhoeksche zwei Arten langes ee und oo. Diesen Unterschied gab es auch im Mittelniederländischen; er ist in der Hochsprache erst in der Neuzeit verschwunden. Das erste ee ist wesentlich ein Diphthong [ei]: beek 'Bach' wird [beik] ausgesprochen. Das zweite ee wird êê geschrieben und ist ein Monophthong [e:]: bêên 'Bein' [be:n]. Dasselbe gilt für das oo, welches ein Diphthong [ou] ist, und das ôô, das [o:] ausgesprochen wird.
Das h der Standardsprache verschwindet überall. Diese sogenannte H-Löschung ist überall im Westen Nordbrabants verbreitet, kommt in Holland aber nur vereinzelt vor.
Der Cluster sp wird umgedreht zu ps: weps 'Wespe' gegenüber Hochniederländisch wesp. Auch dies kommt überall im Westen Brabants vor.

### Grammatik
Die Pluralbildung verläuft ungefähr wie im Hochniederländischen. Da das -n am Wortende nach einem Schwa nicht ausgesprochen wird (wie in den allermeisten holländischen und brabantischen Dialekten!) ist -e die üblichste Pluralendung. Wörter, die im Hochniederländischen ihren Plural mit -eren bilden, kriegen im Westhoekschen -ers: kind – kinders.
Die Diminutivbildung verhält sich teilweise nach holländischen, teilweise nach brabantischen Grundsätzen. Die typische holländische Endung -ie kommt aber nicht vor. Vergleiche:
| Hochniederländisch | Südholländisch   | Nordwestrabantisch | Westhoeks       | Deutsch                    |
| ------------------ | ---------------- | ------------------ | --------------- | -------------------------- |
| man – mannetje     | man – mannetje   | man – manneke      | man – manneke   | 'Mann – Männchen'          |
| vrouw – vrouwtje   | vrouw – vrouwtje | vrouw – vrouwke    | vrouw – vrouwke | 'Frau – Fräuchen'          |
| huis – huisje      | huis – huisie    | uis – uiske        | uis – uisje     | 'Haus – Häuschen/Häuslein' |
| lap – lapje        | lap – lappie     | lap – lapke        | lap – lapje     | 'Lappe – Läppchen'         |
| deur – deurtje     | deur – deurtje   | deur – deurke      | deur – deurtje  | 'Tür – Türchen'            |

Bei den Pronomina fallen Personalpronomina jij 'du' und jullie 'ihr' auf. Diese unverkennbar holländische Formen stehen dem brabantischen gij und gullie gegenüber. Es ist vor allem diese Besonderheit, die Dialektologen dazu gebracht hat, das Westhoeksche dem Holländischen zuzuteilen.
Ein weiterer 'Hollandismus' findet sich bei den Verben. Im Süden des holländischen Sprachraums, zum Beispiel in Rotterdam, haben Verben oft neben dem Einheitsplural auch einen Einheitssingular: ik doet, jij doet, hij doet 'ich mache, du machst, er macht' (Hochsprache: ik doe ohne t!). Solche Forme finden sich auch im Westhoekschen.